# Peremorivka, Șumsk
Peremorivka (în ucraineană Переморівка) este un sat în comuna Andrușivka din raionul Șumsk, regiunea Ternopil, Ucraina.

## Demografie
Componența lingvistică a localității Peremorivka
     Ucraineană (97,66%)
     Alte limbi (0,93%)
Conform recensământului din 2001, majoritatea populației localității Peremorivka era vorbitoare de ucraineană (97,66%), existând în minoritate și vorbitori de alte limbi.